# 24 Heures de Spa 2011
Navigation
Édition précédente Édition suivante
Les 24 Heures de Spa 2011 (2012 Total 24 Hours of Spa), disputées les 29 juillet 2011 et 30 juillet 2011 sur le Circuit de Spa-Francorchamps, sont la soixante-troisième édition de cette épreuve. La course faisait partie de la Blancpain Endurance Series 2011.

## Course

### Classement de la course
Les voitures ne parcourant pas 70% de la distance du gagnant sont non classées (NC).